# Никитюк, Марыся Юрьевна
Марыся Юрьевна Никитюк (укр. Марися Юріївна Нікітюк; 26 октября 1986, Киев) — украинский сценарист и режиссёр короткометражных и полнометражных фильмов.

## Биография
Родилась 26 октября 1986 года. Окончила в 2007 году Киевский национальный университет имени Тараса Шевченко. Затем она получила степень магистра театроведения в Киевском национальном университете театра, кино и телевидения имени И. К. Карпенко-Карого, сосредоточившись на японском театре.
Работала журналистом, публицистом, театральным критиком. Является автором серии новелл, выходивших в литературном альманасе «Святой Владимир» и пьес «Дачи», «Медведи для Маши» и «Девичьи радости», которые были представлены в формате читок на драматургических проектах «Лаборатория Современной Драмы в Киеве» на Гогольfest, на киевском драматургическом фестивале «Неделя актуальной песни». «Медведи для Маши» получили первое место львовского драматургического конкурса Драма.ua (от театрального фестиваля «Драбина») 2010 года. Автор рассказов «Сдохни. История любви», «Кавасаки Ниндзя», «Библиотеки ненаписанных книг», «Миф», «Суки».
Основательница театрального портала Teatre.com.ua, где с 2007 по 2012 год писала об украинском и международном театах. С 2007 года работала театральным критиком и публицистом для журналов «ШО», «Timeout», «Личности Украины», газети «24», «ТОП-10», «Украинская неделя», Polit.ua и «Українська Правда. Життя». В 2011 году выступила соорганизатором и соучредительницей драматургического международного фестиваля «Неделя актуальной пьесы» (с Наталией Ворожбит и Андреем Маем).
2014 год — Серия лекции о кинорежиссёрах в проекте «Свет» ночной клуб «Closer»: о Беле Тарре и Алексе ван Вармердаме.
2014 Компания UDP на Одесском международном кинофестивале наградила проект полнометражного фильма «Когда падают деревья» за лучший питчинг. Выступила режиссёром и сценарист проекта.
Участвовала в кинопроекте «Украина, гудбай», является автором сценариев к короткометражным фильмам: «Ґауді», «Алкоголичка», «Янгол смерті», «Листопад». Автор сценариев: «Сашинька», «Мама-попінз», «Ахулі», «Когда падают деревья», «Чума», «Посилка», «Яблука», «В деревах», «Мандрагора». Пишет киносценарии, новеллы, повести, пьесы.
Полнометражные проекты: «Когда падают деревья», «Сансара. Сон метелика», «Брат Олень»
Фильмы по сценариям Никитюк принимали участие в престижных международных фестивалях в Локарно, Клермон-Ферране, «Золотом абрикосе», Одесском МКФ и других.
В апреле 2016 года свет увидела «Безодня (истории судного дня)» — первая книга прозы в «Издательстве Анетты Антоненко».
В мае 2016 сценарий к фильму «Когда падают деревья», написанный Никитюк, стал победителем 10 сессии «ScripTeast Award», который проводили во рамках Каннского кинофестиваля. В украинский ограниченный кинопрокат фильм «Когда падают деревья» вышел 13 сентября 2018 года.
Лауреат Международная литературная премия имени Олеся Ульяненко в 2016 году за роман «Безодня».
30 января 2021 года началось съемка полнометражного драматического фильма «Я, Ніна», сценаристом и режиссёром которого стала Никитюк.

## Фильмография

### Полнометражные фильмы
- 2018: «Когда падают деревья» (укр. Коли падають дерева), режиссёр, сценарист
- 2019: Нариманом Алиевым — «Домой» (со-автор сценария). Фильм был выдвинут на Оскар от Украины.
- 2020: «Серафима», режиссёр, сценарист
- 2021: «Я, Ніна», режиссёр, сценарист

### Краткометражные фильмы
- 2013: «Алкоголичка[укр.]», сценарист (режиссёр фильма Юлия Гонтарук[укр.])
- 2014: «Листопад», сценарист (режиссёр фильма Мария Кондакова)
- 2014: «В деревах», режиссёр, сценарист
- 2015: «Мандрагора», режиссёр, сценарист
- 2016: «Сказ», режиссёр, сценарист
- 2016: «Шнурки», сценарист (режиссёр фильма Олег Федченко)
- 2016: «Свині», сценарист (режиссёр фильма Роман Любий)

### Проєкти
- 2012: «Украина, гудбай[укр.]»: «Янгол смерті», сценарист (режиссёр Владимир Тихий)
- 2012: «Украина, гудбай»: «Ґауді», сценарист (режиссёры: Аксиня Курина, Евгения Шевчук, Мирослава Никитюк)
- 2012: «Украина, гудбай»: «Швейцарський годинник», сценарист (режиссёр Владимир Цивинский)

## Общественная позиция
В июне 2018 записала видеообращение в поддержку заключённого в России украинского режиссёра Олега Сенцова.